# Fosforowany fosforan diskrobiowy
Fosforowany fosforan diskrobiowy (E1413) – skrobia modyfikowana chemicznie na drodze estryfikacji. Powstaje w wyniku kombinacji metod otrzymywania fosforanu monoskrobiowego (E 1410) oraz fosforanu diskrobiowego (E 1412). Wymagania dla produktu końcowego są jednakowe dla E 1410, E 1412 oraz E 1413, tj. zawartość fosforu nie powinna przekraczać 0,5% (skrobia ziemniaczana i pszenna) lub 0,4% (pozostałe). 